# Титул грузинского царя
Титул грузинского царя (груз. ქართველი მეფის წოდება картвели мепис цодеба) — формальное обращение к грузинскому монарху (мепе), которое развивалось и менялось с момента формирования Иберийского царства, его превращения в единое Грузинское царство и его последующие монархии.
Дохристианские грузинские монархи из династии Фарнавазидов считались божественно назначенными Фарном, и потеря его милости обычно приводила к неизбежной смерти или свержению монарха. Вводная часть титулатуры монархов из династии Багратиони всегда начиналась с «Божиею милостью Мы Иесеев, Давидов, Соломонов, Багратион, возвышенный Богом, помазан и коронован Богом», таким образом подчеркивая их божественное право и претензию на библейское происхождение. По словам царя Вахтанга VI, грузинские монархи пользовались иммунитетом суверена, поэтому не было никакого официального наказания за оскорбление величества.

## Титулатура

### Суверены Иберии
| Титул                                                  | Суверен          |
| ------------------------------------------------------ | ---------------- |
| Царь всей картли и эгури.                              | Царь Фарнаваз I  |
| Великий царь Иберии.                                   | Царь Фарсман I   |
| Царь иберов.                                           | Царь Мирдат I    |
| Великий царь иберов.                                   | Царь Гадам       |
| Царь Иберии, сомхити, рани, эрети, мовакани и колхиды. | Царь Мириан III  |
| Царь Иберии, царь десяти царей.                        | Царь Вахтанг I   |
| Царь иберов.                                           | Царь Адарнасе IV |
| Царь иберов.                                           | Царь Давид II    |
| Царь иберов.                                           | Царь Баграт II   |
| Царь иберов, куропалат.                                | Царь Давид III   |
| Царь царей, иберов.                                    | Царь Гурген      |

### Суверены единой Грузии
| Титул | Суверен           |
| --- | ----------------- |
| Царь абхазов и иберов, тао, ранов и кахетинцев, и великий куропалат всего Востока. | Царь Баграт III   |
| Царь абхазов, нобилиссим, куропалат и севаст. | Царь Баграт IV    |
| Царь абхазов и иберов, нобилиссим, севаст, цезарь. | Царь Георгий II   |
| Царь абхазов, иберов, армян, ранов, кахетинцев, меч Мессии, император (басилевс) всего Востока. | Царь Давид IV     |
| Царь царей, абхазов, иберов, ранов и кахетинцев, ширваншах и шаханшах, владетель Востока и Севера, сын Деметры, меч Мессии. | Царь Георгий III  |
| Царь царей, царица цариц, автократор всего Востока и Запада. | Царица Тамара     |
| Царь царей, сын Тамары, царь абхазов, иберов, ранов, кахетинцев и армян, ширваншах и Шаханшах, владетель всего Востока и Запада, меч Мессии.                                                                                     | Царь Георгий IV   |
| Царица цариц, слава мира и веры, дочь Тамары, чемпион Мессии. | Царица Русудан    |
| Царь царей, сын царя царей Русудана, царь абхазов, иберов, ранов, кахетинцев и армян, ширваншах и шаханшах, суврен всей Грузии и Севера.                                                                                         | Царь Давид VI     |
| Царь царей, абхазов, иберов, ранов, кахетинцев, армян, шаханшах и ширваншах, Востока и Запада, Юга и Севера, двух стран, двух престолов и корон, богоподобны сюзерен и суверен.                                                  | Царь Георгий V    |
| Царь царей, абхазов, иберов, ранов, кахетинцев и армян, шаханшах и ширваншах, сюзерен и суверен всего Севера, Востока и Запада, потомок Горгасали.                                                                               | Царь Баграт V     |
| Царь царей, абхазов, иберов, ранов, кахетинцев и армян, ширваншах и шаханшах, всей Грузии, всего Востока и Запада, суверен и сюзерен двух царств.                                                                                | Царь Георгий VII  |
| Царь абхазов, иберов, ранов, кахетинцев и армян, ширваншах и шаханшах всего Востока и Севера, суверен. | Царь Константин I |
| Царь многих царей, ширваншах, сюзерен и суверен двух золотых престолов и всех земель. | Царь Александр I  |
| Царь царей, сюзерен и суверен двух престолов и царств, царь абхазов, иберов, ранов, кахетинцев и армян, потомок Нимрода. | Царь Георгий VIII |
| Царь царей, сильный и непобедимый, величественный и покровитель священного царства, джиков, абхазов, иберов, ранов, кахетинцев и армян, ширваншах, всего Востока и Запада, всея Грузии, всего Севера, сюзерен и владетель трона. | Царь Баграт VI    |

### Суверены Картли
| Титул                                        | Суверен              |
| -------------------------------------------- | -------------------- |
| Царь царей Картли.                           | Царь Симон I Великий |
| Царь царей, и суверен Картли.                | Царь Георгий X       |
| Царь царей, и суверен Картли.                | Царь Ростом          |
| Царь царей, и суверен Картли.                | Царь Луарсаб II      |
| Царь царей, Картли.                          | Царь Симон II        |
| Царь царей, сюзерен и суверен Картли.        | Царь Георгий XI      |
| Царь и суверен Картли, господин всея Грузии. | Царь Вахтанг VI      |

### Суверены Кахетии
| Титул                                                                       | Суверен            |
| --------------------------------------------------------------------------- | ------------------ |
| Царь царей, сюзерен и суверен Кахетии.                                      | Царь Александр II  |
| Царь и суверен Кахетии.                                                     | Царь Теймураз I    |
| Царь царей, сюзерен и суверен Кахетии.                                      | Царь Ираклий I     |
| Царь царей, суверен Кахетии, сын великого царя и верховного суверена Ирана. | Царь Давид II      |
| Царь царей, суверен Кахетии.                                                | Царь Константин II |
| Царь царей, сюзерен и суверен Картли, Кахетии, владыка Газаха и Борчали     | Царь Теймураз II   |

### Суверены Имеретии
| Титул | Суверен            |
| --- | ------------------ |
| Царь царей, сюзерен и суверен абхазов, иберов, ранов, кахетинцев и армян, шаханшах и ширваншах, всего Востока и Запада, Юга и Севера, двух тронов и царств. | Царь Александр II  |
| Царь царей и суверен абхазов, иберов, ранов, кахетинцев и армян, шаханшах и ширваншах, Востока и Запада. | Царь Баграт III    |
| Царь царей, сюзерен и суверен абхазов, иберов, ранов, кахетинцев и армян, шаханшах и ширваншах, всего Востока и Запада, Юга и Севера, двух царств и стран, верховный Царь, помазанный богом и непобедимый, самый превосходный царь из всех, самой блестящего пурпурной короны, сын великого, всемогущего и непобедимого царя царей. | Царь Георгий II    |
| Царь царей, суверен двух престолов. | Царь Леван         |
| Царь царей, абхазов, иберов, кахетинцев, армян, шаханшах и ширваншах, всего Востока и Запада, Юга и Севера, владыка двух престолов и стран, благочестивый и помазаны, великий и непобедимый, самый превосходный царь из всех, с блестящим скипетром и фиолетовой короной.                                                           | Царь Ростом        |
| Царь царей, суверен, абхазов, иберов, ранов, кахетинцев, армян, шаханшах и ширваншах всех других царей и стран, сильный и непобедимый. | Царь Георгий III   |
| Царь царей, суверен. | Царь Александр III |
| Царь царей, царь. | Царь Александр V   |
| Царь царей, сюзерен и суверен Имеретии. | Царь Соломон I     |
| Царь царей, всея Имеретии. | Царь Давид II      |
| Царь всех имеретинцев. | Царь Соломон II    |

### Суверены Картли-Кахетии
| Титул                                                                                     | Суверен          |
| ----------------------------------------------------------------------------------------- | ---------------- |
| Царь Картли, Кахетии и всея Грузии, владыка Гянджи, Еревана, Газаха, Шамшадина и Борчали. | Царь Ираклий II  |
| Царь всея Грузии, царь всея Картли, Кахетии и всех других стран, Господин.                | Царь Георгий XII |

### Комментарии
1. 1 2  "иберов" относится конкретно к картвелам/грузинам.[1] Термин «иберия/иберийский» претерпит трансформацию, его «общегрузинский» охват будет расширен Багратионскими монархами и их современниками.[2]
2. ↑  Обычай диктовал, что новый монарх должен был иметь биологическую связь с существующей династией, отчасти потому, что царский «Фарна» был прерогативой некоторых семей. Царь Фарнаджом неразумно отказался от грузинского язычества, потеряв тем самым право на царствование.[3]
3. ↑  Картли и Эгури были известны в классической древности как Иберия и Колхида соответственно.[5]